# مامبو (نرم‌افزار)
مامبو (Mambo Open Source یا MOS) یک سیستم مدیریت محتوا (CMS) به صورت متن باز و نرم‌افزار آزاد بود که امکانات زیادی برای ایجاد و مدیریت یک وب‌گاه چندمنظوره با یک رابط ساده فراهم میکرد.
مامبو به زبان PHP نوشته شده و به صورت پیش فرض از پایگاه داده MySQL استفاده می‌کند. این سیستم مدیریت محتوا مانند سایر پروژه‌های PHP/MySQL به اغلب محیط‌های کاری کامپیوتری (سیستم‌عامل‌ها و معماری‌های مختلف) قابل انتقال (portable) است.
مامبو تحت مجوز گنو (GPL) منتشر می‌گردد و حقوق آن متعلق به بنیاد مامبو (Mambo Foundation) می‌باشد. آدرس پروژه در اینترنت https://web.archive.org/web/20130410072738/http://source.mambo-foundation.org/ می‌باشد.
این نرم افزار دیگر توسعه داده نمیشود و جای خود را به جوملا داده است.

## ویژگی‌های مامبو
ویژگی‌ها و امکانات مامبو مشابه با دیگر سیستم‌های مدیریت محتوا بوده و برخی از آنها در فهرست زیر آمده‌است:
- اطلاعات کاملاً در دیتا بیس قرار دارد
- رابط کاربری و مدیریتی ساده
- پشتیبانی از XML و RSS
- امکان تهیه صفحات نهانی (cache) برای بالا بردن سرعت مرور وب‌گاه
- ایجاد فروم، نظر سنجی و وبلاگ
- چندزبانه بودن و قابلیت محلی سازی

## آخرین نسخه
در حال حاضر (دسامبر ۲۰۰۸) آخرین نسخه منتشر شده مامبو ۴٫۶٫۵ می‌باشد. وبژگیهای این نسخه عبارت‌اند از:
- قسمت مدیریت کاملاً دو زبانه‌است. با تغییر زبان قالب هم متناسب با دایرکشن مربوطه تغییر می‌کند
- تاریخ‌های بخش کاربری و مدیریت با تغییر زبان، تغییر می‌کنند یعنی با تغییر زبان به انگلیسی تاریخ‌ها میلادی و با تغییر به زبان فارسی تاریخ‌ها شمسی می‌شوند. این قابلیت برای سایتهای چند زبانه بسیار کاربرد دارد. (این قابلیت در مدیریت محتواهای مشابه وجود ندارد)
- حل چند مشکل امنیتی که با روشن بودن Register Global ممکن بود سایت‌ها را دچار آسیب کند
- حل مشکل Vote & SEF
- حل مشکل حالت نمایش ساده و پیشرفته قسمت مدیریت
- اضافه شدن قسمت‌های بیشتر برای ترجمه از قسمت مدیریت
- ارتقا پاپ آپ تاریخ در قسمت مدیریت
- حل مشکل Tooltipها و افزایش عرض صفحه